# Kepler Input Catalog

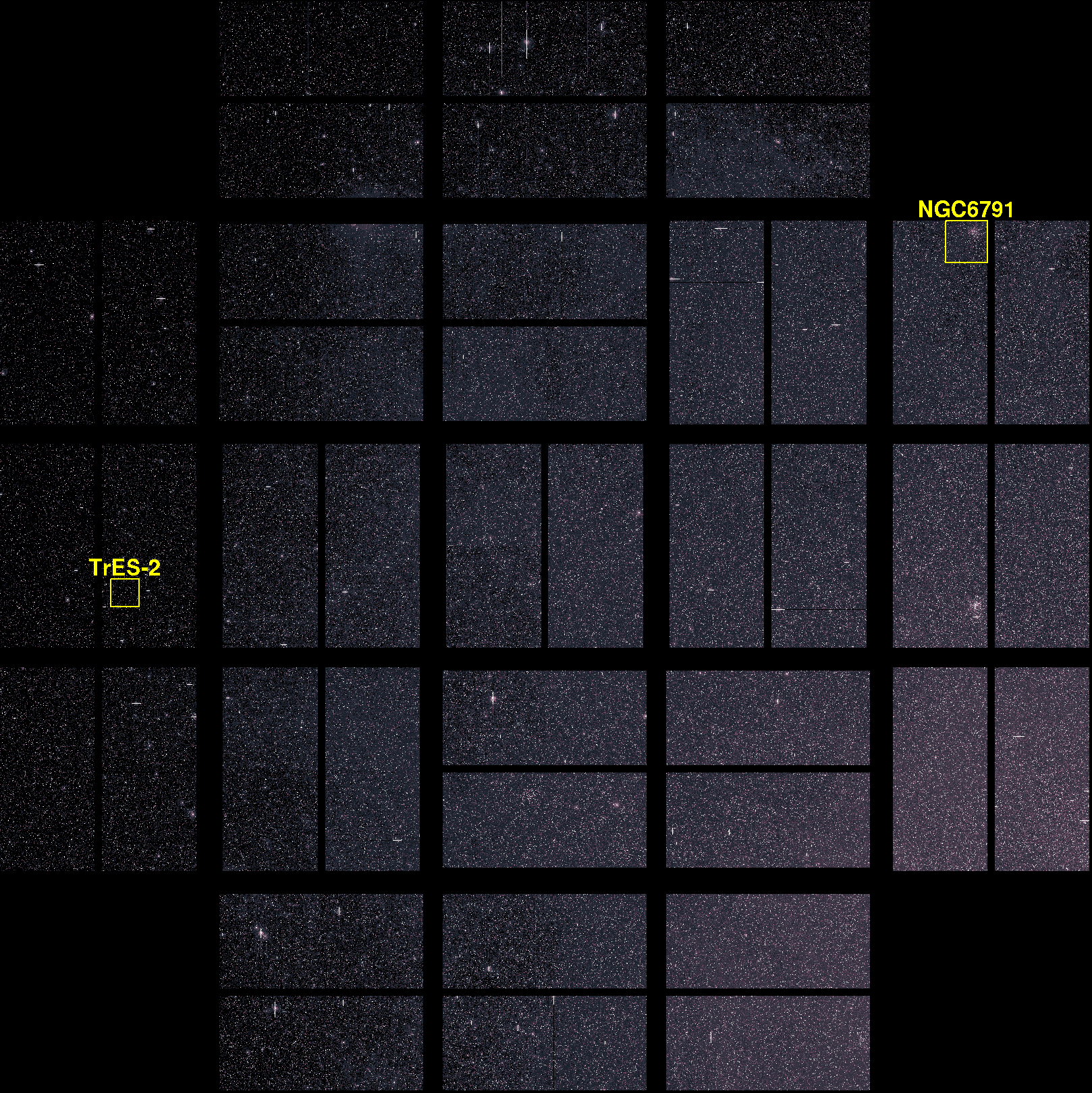
Das vom Teleskop erfasste und deshalb im Katalog enthaltene Gebiet

Der vom Katalog erfasste Bereich im Vergleich zum gesamten Firmament. Farblegende siehe Beschreibungsseite

Der Kepler Input Catalog (kurz KIC) ist ein astronomischer Katalog, welcher die vom Kepler-Weltraumteleskop gesammelten Daten enthält.
Gemäß der Aufgabe des Teleskops, im Rahmen einer intensiven Durchmusterung eines bestimmten Bereichs am Sternenhimmel extrasolare Planeten zu suchen, enthält der Katalog also Daten der Objekte. Dieser durchmusterte Bereich erstreckt sich über eine Rektaszension von etwa 18h 30m bis 20h 10m und eine Deklination von etwa 37° bis 52° Nord. Dieser Bereich liegt im Sternbild Schwan. Bei den Daten handelt es sich u. a. um folgende Angaben:
- Position, also Rektaszension und Deklination am 1. Januar 2000 um 12 Uhr (J2000)
- Eigenbewegung in Millibogensekunden im Jahr
- Trigonometrische Parallaxe
- Werte in bis zu elf verschiedenen Frequenzbändern, darunter die drei der 2MASS-Durchmusterung
- Querverweise zu anderen Katalogen
- eine Angabe, ob es eine Galaxie oder ein Stern ist

Bei Sternen die errechneten oder abgeschätzten Angaben zu:
- Temperatur
- Anziehungskraft
- Metallizität
- B-V-Farbindex (siehe auch Farben-Helligkeits-Diagramm)
- Absorption im visuellen Teilspektrum
- Radius

Einige Einträge sind anvisierte Objekte zur Kalibrierung des Teleskops und befinden sich deshalb in ganz anderen Regionen. Es wurden Objekte mit einer scheinbaren Helligkeit bis zu 21 mag erfasst, aber nicht alle Objekte heller als 21 der ausgesuchten Region sind im Katalog.